# روبرت كارداشيان
روبرت جورج كارداشيان أو كردشيان (بالإنجليزية: Robert George Kardashian)‏ (فبراير 1944-30 سبتمبر 2003) هو نائب عام أمريكي ورجل أعمال اكتسب الشهرة بسبب أنه كان صديق أو جاي سيمبسون ومحامي الدفاع عنه خلال محاكمة القتل التي اتهم فيها عام 1995.

## حياته
ولد كارداشيان في لوس أنجلوس كاليفورنيا، هو من أصول أرمينية. حصل كارداشيان على شهادة في القانون من كلية الحقوق في جامعة سان دييغو، وعمل فيها لحوالي عشر سنوات وبعد ذلك قرر أن يتجه للأعمال التجارية، وهو والد نجمة تلفزيون الواقع كيم كارداشيان.

## وفاته
توفي عام 2003 بسبب سرطان المريء.

## روابط خارجية
- روبرت كارداشيان على موقع IMDb (الإنجليزية)
- روبرت كارداشيان على موقع إن إن دي بي (الإنجليزية)
- روبرت كارداشيان على موقع ديسكوغز (الإنجليزية)
- روبرت كارداشيان على موقع قاعدة بيانات الفيلم (الإنجليزية)